# Oyeregui
Oyeregui (Oieregi en euskera y de forma oficial) es una localidad española y un concejo de la Comunidad Foral de Navarra perteneciente al municipio de Bértiz-Arana. 
Está situado en la Merindad de Pamplona,  y a 53,9 km de la capital de la comunidad, Pamplona. Su población en 2014 fue de 52 habitantes (INE), su superficie es de 22,88 km² y su densidad de población de 2,8 hab/km².

## Geografía física

### Situación
La localidad de Oyeregui está situada en la parte Norte del municipio de Bértiz-Arana a una altitud de 529,3 m s. n. m. Su término concejil tiene una superficie de 22,88 km² y limita al norte con el municipio de Echalar; al este con el término de Oronoz en el municipio de Baztán; al sur con el concejo de Narvarte y al oeste con el de Legasa y la facería 87.
|                               | Norte: Echalar |              |
| Oeste: Legasa y la facería 87 |                | Este: Oronoz |
|                               | Sur: Narvarte  |              |

## Demografía

### Evolución de la población
| Gráfica de evolución demográfica de Oyeregui entre 2000 y 2010 |
|                                                                |
| Datos según el nomenclátor publicado por el INE.               |

## Galería de imágenes

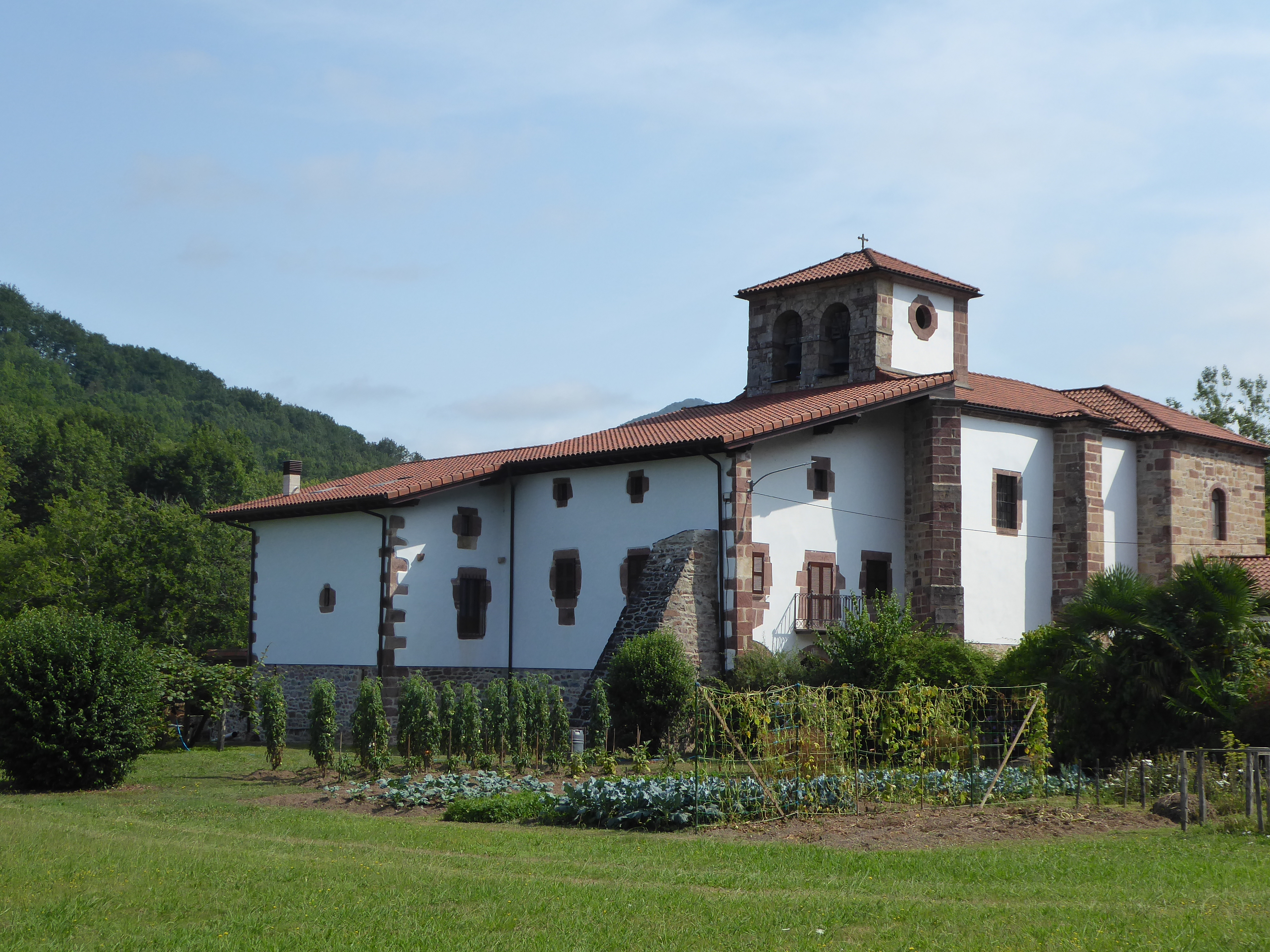
Iglesia parroquial de San Juan Bautista